# Espace de Moore (topologie)
En mathématiques, plus spécifiquement en topologie, un espace de Moore est un espace séparé, régulier et développable. Plus précisément, un espace topologique X est un espace de Moore si les conditions suivantes sont réunies : 
- X est séparé : deux points distincts admettent des voisinages disjoints ;

- X est régulier : tout ensemble fermé et tout point de son complémentaire admettent des voisinages disjoints ;
- X est développable : il existe une famille dénombrable {\displaystyle {\mathcal {A}}} de recouvrements ouverts de X, de telle sorte que pour tout ensemble fermé C et tout point p de son complémentaire, il existe un recouvrement {\displaystyle {\mathcal {O}}} dans {\displaystyle {\mathcal {A}}} telle que chaque voisinage de p dans {\displaystyle {\mathcal {O}}} est disjoint de C. Une telle famille {\displaystyle {\mathcal {A}}} est appelée un développement de X.

Le concept d'espace de Moore a été formulé par Robert Lee Moore dans la première partie du XXe siècle. Les questions se posant sur les espaces de Moore concernent généralement leur métrisabilité : quelles conditions naturelles faut-il ajouter à un espace de Moore pour s'assurer qu'il soit métrisable ?  

## Exemples et propriétés
1. Chaque espace métrisable est un espace de Moore. En effet, d'une part, tous les espaces métrisables sont normaux, donc séparé et régulier. D'autre part, en notant {\displaystyle A_{n}} l'ensemble des boules de rayon 1/n, alors {\displaystyle \{A_{n}|n\in \mathbb {N} ^{*}\}} est une famille dénombrable de recouvrement ouverts de X qui développe X, qui est donc un espace de Moore.
2. Les espaces de Moore ressemblent beaucoup aux espaces réguliers et moins aux espaces normaux dans le sens où chaque sous-espace d'un espace de Moore est également un espace Moore, comme c'est le cas pour les espaces réguliers et contrairement aux espaces normaux.
3. L'image d'un espace de Moore par une application ouverte, injective et continue est toujours un espace Moore. Notez également que l'image d'un espace régulier par une application ouverte, injective et continue est toujours régulière.
4. Les exemples 2 et 3 suggèrent que les espaces de Moore sont très similaires aux espaces réguliers.
5. Ni la droite de Sorgenfrey ni le plan de Sorgenfrey ne sont des espaces de Moore car ils sont normaux et ne sont pas à base dénombrable.
6. Le plan de Moore (également connu sous le nom d'espace de Niemytski) est un exemple d'espace de Moore non métrisable.
7. Chaque espace de Moore métacompact, séparable et normal est métrisable. Ce théorème est connu comme le théorème de Traylor.
8. Chaque espace de Moore normal, localement compact et localement connexe est métrisable. Ce théorème a été prouvé par Reed et Zenor.
9. Si {\displaystyle 2^{\aleph _{0}}<2^{\aleph _{1}}}, alors tout espace de Moore normal et séparable est métrisable. Ce théorème est connu comme le théorème de Jones[1].

Pendant longtemps, les topologues ont essayé de prouver la conjecture suivante : tout espace de Moore normal est métrisable. Cela a été inspiré par le fait que tous les espaces de Moore connus qui n'étaient pas métrisables n'étaient pas non plus normaux. Il y a eu initialement quelques résultats partiels ; à savoir les propriétés 7, 8 et 9 de la section précédente. 
Entre les propriétés 7 et 9, la métacompacité a pu être éliminé, mais au prix d'une hypothèse d'arithmétique cardinale. Un autre exemple de ceci est le théorème de Fleissner selon lequel l'axiome de constructibilité implique que les espaces de Moore normaux localement compacts sont métrisables. 
D'autre part, sous l'hypothèse du continu et plus généralement sous l'axiome de Martin, il existe plusieurs exemples d'espaces de Moore normaux non métrisables. Nyikos a prouvé que, sous l'axiome PMEA (Product Measure Extension Axiom), qui a besoin d'un grand cardinal, tous les espaces de Moore normaux sont métrisables. Enfin, il a été montré plus tard que l'existence d'un modèle de ZFC vérifiant la conjecture implique l'existence d'un modèle avec des grands cardinaux. L'utilisation de grands cardinaux est donc essentiellement nécessaire. 
Jones (1937) a donné un exemple d'espace de Moore pseudonormal qui n'est pas métrisable, de sorte que la conjecture ne peut pas être affaiblie de cette façon. Moore lui-même a prouvé qu'un espace de Moore collectivement normal est métrisable, donc le renforcement de la normalité est une autre façon de régler la question. 